# 10 groszy (1835–1840)
10 groszy (1835–1840) – moneta dziesięciogroszowa Królestwa Kongresowego okresu po powstaniu listopadowym, wprowadzona do obiegu jako następczyni monety 10 groszy polskich (1816–1831), po zatwierdzeniu 18 maja 1835 r. przez cara Mikołaja I zmodyfikowanych rysunków monet miedzianych i bilonowych dla Królestwa Polskiego. Była bita na podstawie ukazu cara Aleksandra I z 1 grudnia 1815 r., w bilonie, w latach 1835–1865, z datą na monecie 1835–1840, według systemu monetarnego opartego na grzywnie kolońskiej. Została wycofana z obiegu 1 stycznia 1891 r.

## Awers
Na tej stronie umieszczono orła cesarstwa rosyjskiego – dwugłowy orzeł z trzema koronami, w prawej łapie trzyma miecz i berło, w lewej jabłko królewskie, na piersi tarcza herbowa ze Św. Jerzym na koniu powalającym smoka, wokół tarczy łańcuch z krzyżem Św. Andrzeja, na skrzydłach orła sześć tarcz z herbami – z lewej strony Kazania, Astrachania, Syberii, z prawej strony Królestwa Polskiego, Krymu i Wielkiego Księstwa Finlandii. Na dole, po obu stronach ogona orła, znajduje się znak mennicy w Warszawie – litery M W. W roczniku 1840 istnieją monety z błędnym znakiem mennicy W W.

## Rewers
Na tej stronie w wieńcu umieszczono nominał 10, poniżej napis „GROSZY”, a pod nim rok bicia 1835, 1836, 1837, 1838, 1839 lub 1840.

## Opis
Monetę bito w mennicy w Warszawie, w bilonie (próby 194), na krążku o średnicy 19 mm, masie 2,90 grama, z rantem gładkim. Według sprawozdań mennicy w latach 1835–1865 w obieg wypuszczono 65 956 081 sztuk monet.
Stopień rzadkości poszczególnych roczników i typów monet przedstawiono w tabeli:
| Rocznik        | Znak mennicy | Stopień rzadkości | Szacowana liczba egzemplarzy | Uwagi | Liczba odmian | Liczba odmian z wariantami | Zdjęcie |
| -------------- | ------------ | ----------------- | ---------------------------- | --- | ------------- | -------------------------- | ------- |
| 10 groszy 1835 | M W          | R                 | 80 001–400 000               | cyfry roku szerokie lub wąskie | 2             | 2                          |         |
| 10 groszy 1836 | M W          | R                 | 80 001–400 000               | |               |                            |         |
| 10 groszy 1837 | M W          | R                 | 80 001–400 000               | istnieją monety ze Św. Jerzym na awersie w płaszczu (ogon orła szeroki) i bez płaszcza (ogon orła wąski) | 2             | 3                          |         |
| 10 groszy 1838 | M W          | R                 | 80 001–400 000               | | 3             | 4                          |         |
| 10 groszy 1839 | M W          | R2                | 3001–15 000                  | | 2             | 3                          |         |
| 10 groszy 1840 | M W          | [ 21 ]            | ponad 400 000                | istnieją odbitki w złocie i w miedzi; istnieją odmiany różniące się wieńcem (konfiguracją jagód) na rewersie, dziobami orła przymkniętymi lub rozwartymi, litera G z szeryfem lub bez, pod 1 liczba listów w kępce 4 lub 5; istnieją odmiany z dodatkową kropką na rewersie | 7             | 14                         |         |
| 10 groszy 1840 | W W          | R5                | 26–120                       | pierwsza litera W wygląda jak odwrócone M, a nie jak drugie W |               |                            |         |

Monetę z datą 1840 bito do 1865 r.
W przypadku dziesięciogroszówki odmiany z dodatkowymi kropkami na rewersie występują dla rocznika 1840. W tabeli poniżej zebrano rozpoznane odmiany kropkowe:
|                | Dodatkowe kropki    | Stopień rzadkości | Szacowana liczba egzemplarzy |
| -------------- | ------------------- | ----------------- | ---------------------------- |
| 10 groszy 1840 | kropka po GROSZY    | [ 25 ]            | > 400 000                    |
| 10 groszy 1840 | kropka po roku 1840 | [ 26 ]            | > 400 000                    |
| 10 groszy 1840 | kropka po 10        | [ 27 ]            | > 400 000                    |

Ponieważ daty na monecie mieszczą się w latach panowania Mikołaja I, więc w numizmatyce rosyjskiej zaliczana jest do kategorii monet tego cara.
Istnieją również monety próbne:
- z datą 1840[22]
- z datą 1841[29].